# Kernersville (Carolina del Norte)
Kernersville  es un pueblo ubicado en el condado de Forsyth y en el condado de Guilford en el estado estadounidense de Carolina del Norte. La localidad en el año 2000 tenía una población de 17.126 habitantes en una superficie de 31,5 km², con una densidad poblacional de 546,6 personas por km².

## Geografía
Kernersville se encuentra ubicado en las coordenadas 36°6′58″N 80°4′55″O / 36.11611, -80.08194. Según la Oficina del Censo, la localidad tiene un área total de 31,5 km² (12,2 mi²), de la cual 31,3 km² (12,1 mi²) es tierra y 0,2 km² (0,1 mi²) (0.58%) es agua.

### Localidades adyacentes
El siguiente diagrama muestra a las localidades en un radio de 20 kilómetros (12,4 mi) de Kernersville .

## Demografía
En el 2000 la renta per cápita promedia del hogar era de $41.520, y el ingreso promedio para una familia era de $52.266. El ingreso per cápita para la localidad era de $23.506. En 2000 los hombres tenían un ingreso per cápita de $36.777 contra $26.873 para las mujeres. Alrededor del 8.40% de la población estaba bajo el umbral de pobreza nacional.